# Panterchampignon
De panterchampignon (Agaricus brunneolus) is een schimmel behorend tot de familie Agaricaceae. Hij groeit saprotroof geïsoleerd of groepen op de grond of op strooisel in bossen of langs paden, ook in open duinen. Doorgaans komt hij voor op humusrijke vochtige bodem.

## Kenmerken

### Uiterlijke kenmerken
Hoed
De hoed heeft een diameter van 4 tot 12 cm. De vorm is kegelvormig tot gewelfd en later uitspreidend met een rechte rand. Het centrum is soms iets verdiept. De hoed is dicht bezet met concentrische roodbruine schubben met blekere ondergrond.
Lamellen
De lamellen staan dicht opeen, vrij, eerst bleekroze, later donkerbruin met lichtere, wat ruwe snede. Bij jonge, verse vruchtlichamen kunnen de lamellen rood vlekken .
Steel
De steel heeft een lengte van 40 tot 120 mm en een dikte van 6 tot 12 mm. De steel is recht en cillindrisch 
Ring
Deze champignon heeft een beneden hangende dunne, vliezige, makkelijke scheurende ring. Boven de ring is het fijn gestreept en onder de ring schubbig, vaak met bruinige rand . Aan de basis is de steel wat dikker.  
Vlees
Het vlees is niet of zwak roze verkleurend .
Geur
De geur is onbeduidend tot zwak . Soms wordt het ook omschreven als onaangenaam  of als bittere amandelen .

### Microscopische kenmerken
De sporen zijn bruin, ovaal, soms ietwat amandelvormig, zonder kiempore en meten 5-7 × 3-3,5 µm . Het Q-getal (verhouding lengte/breedte) is 1,3 tot 2,0 en Q-gem is 1,5 tot 1,7 . De basidia zijn knotsvormig en meten 18-28 × 6-8 µm, met 2-3 µm lange sterigma's. Cheilocystidia zijn aanwezig breed knotsvormig tot bolvormig en meten 15-25 × 9-20 µm .

## Verspreiding
Agaricus brunneolus komt voor in Europa . In Nederland komt hij algemeen voor . Hij is wijdverspreid en algemeen langs de kust in het gebied Zeeland t/m Noord-Holland. Hij staat niet op de rode lijst en is niet bedreigd .

## Eetbaarheid
De pantherchampignon wordt als een goed eetbaar beschouwd, net als andere Agaricus-soorten van dezelfde sectie.